# Uppsala Domkyrkas Gosskör
Uppsala domkyrkas gosskör, UDG, är en gosskör knuten till Uppsala domkyrkoförsamling samt Uppsala domkyrka.
Kören tillkom 1920 på ärkebiskop Nathan Söderbloms initiativ. UDG har genom åren varit ett väl förankrat inslag i Uppsalas kulturliv, och de pojkar som fått sin musikutbildning i kören kan räknas i tusental. Kören stod sedan tidigt 1970-tal under Gustaf VI Adolfs beskydd. Körens nuvarande beskyddare är ärkebiskop emeritus Anders Wejryd.
Flera musikaliska verk har tillägnats gosskören genom åren, till exempel "Jesu Corona Celsior" av Otto Olsson som han 1927 tillägnade "Uppsala domkyrkas Gosskör och dess ledare Fredrik Mellander". Andra stycken som skrivits till gosskören är Pie Jesu av Jan Sandström och Where does peace come from? av John Höybye.
I UDG går pojkar från 8 år och uppåt. Kören består av ett 80-tal medlemmar, varav cirka 50 är aktiva sångare i konsertkören. Är man mellan 8 och 10 år går man istället i Lilla gosskören. 
Konsertkören delas in i grupperna gossar, herrar och SSQ. Gossarna utgörs av sopraner och altar, medan herrarna är tenorer, basar och countertenorer. SSQ, eller "Special Squad", är de gossar som kommit in i målbrottet. Den i gosskören som kommit ur målbrottet, börjat gymnasiet och varit med på två dagar i röstträning och musikteori blir herre. Med detta får koristen också bära ett gyllene kors ovanpå den traditionella rödgula kåpan.

## Dirigenter
- Fredrik Mellander 1920–1946
- Birger Oldermark 1946–1967
- Folke Bohlin 1967–1968
- Jan Åke Hillerud 1968–1976
- Stefan Parkman 1976–1988
- John-Erik Eleby 1988-1989
- Erik Hellerstedt 1989–1990
- David Anstey 1990–1994
- John Wilund 1995–1996
- Andrew Canning 1996–2003
- Margareta Raab 2003–

## Årliga traditioner
- Kören genomför varje år ett luciafirande med titeln "Goder afton, mitt herrskap!". Där sjungs klassiska julsånger och nyare musik, samt spex för publiken med kända sånger omskrivna för att passa spexet.
- Herrarna i gosskören sjunger på valborgsmässoafton i Engelska parken i Uppsala, klockan 13.30.
- Kören reser under sommaren på turné, vartannat år utomlands och vartannat inom Sverige.
- Vid slutet av läsåret, sedan 2010, genomförs en tävling mellan gosskören och systerkören Uppsala Domkyrkas Flickkör, kallad Goss- och flickkörskampen. Vinnare har varit:
  - 2010 - Gosskören
  - 2011–2014 - Flickkören
  - 2015–2017 - Gosskören

## Turnéer
- Bremen (Västtyskland) (1965)
- Åbo och Vasa (Finland), åter via Umeå och Härnösand (1967)
- England (1972)
- Västtyskland (1975)
- Österrike (1979)
- Norge (1981)
- Finland (1982)
- Danmark och Västtyskland (1984)
- Västtyskland, Nederländerna, Danmark (1986)
- England (1992)
- Norge (1994)
- Finland (1999)
- Polen och Finland (1999)
- Estland (2001)
- Spanien (2002)
- Oslo, Norge (2004)
- Prag, (Tjeckien), Danmark (2006)
- Berlin, Uetersen, Lübeck (Tyskland), Danmark (2008)
- Gosskörsfestival i Helsingfors, Finland (2008)
- USA (2010)
- Frankrike, Tyskland (2012)
- Färöarna (2014)
- Tyskland, Österrike, Tjeckien (2015)
- Danmark, Luxemburg, Schweiz (2017)
- England (2018)

## Diskografi
- 1964 Uppsala Domkyrkas gosskör (dirigent Birger Oldermark) - EP-skiva
- 1975 Uppsala Domkyrkas gosskör (dirigent Jan Åke Hillerud)
- 1986 Goder Afton i Denna Sal! (dirigent Stefan Parkman)
- 1987 Förklädd Gud (dirigent Stefan Parkman)
- 2007 Goder afton, mitt herrskap! (dirigent Margareta Raab)
- 2013 Kung Liljekonvalje av dungen (dirigent Margareta Raab)
- 2017 Messias för unga röster (dirigent Margareta Raab)

Vidare har gosskören medverkat på Swedish Folk Tunes from Dalecarlia.